# Centro Cultural de España en Bata

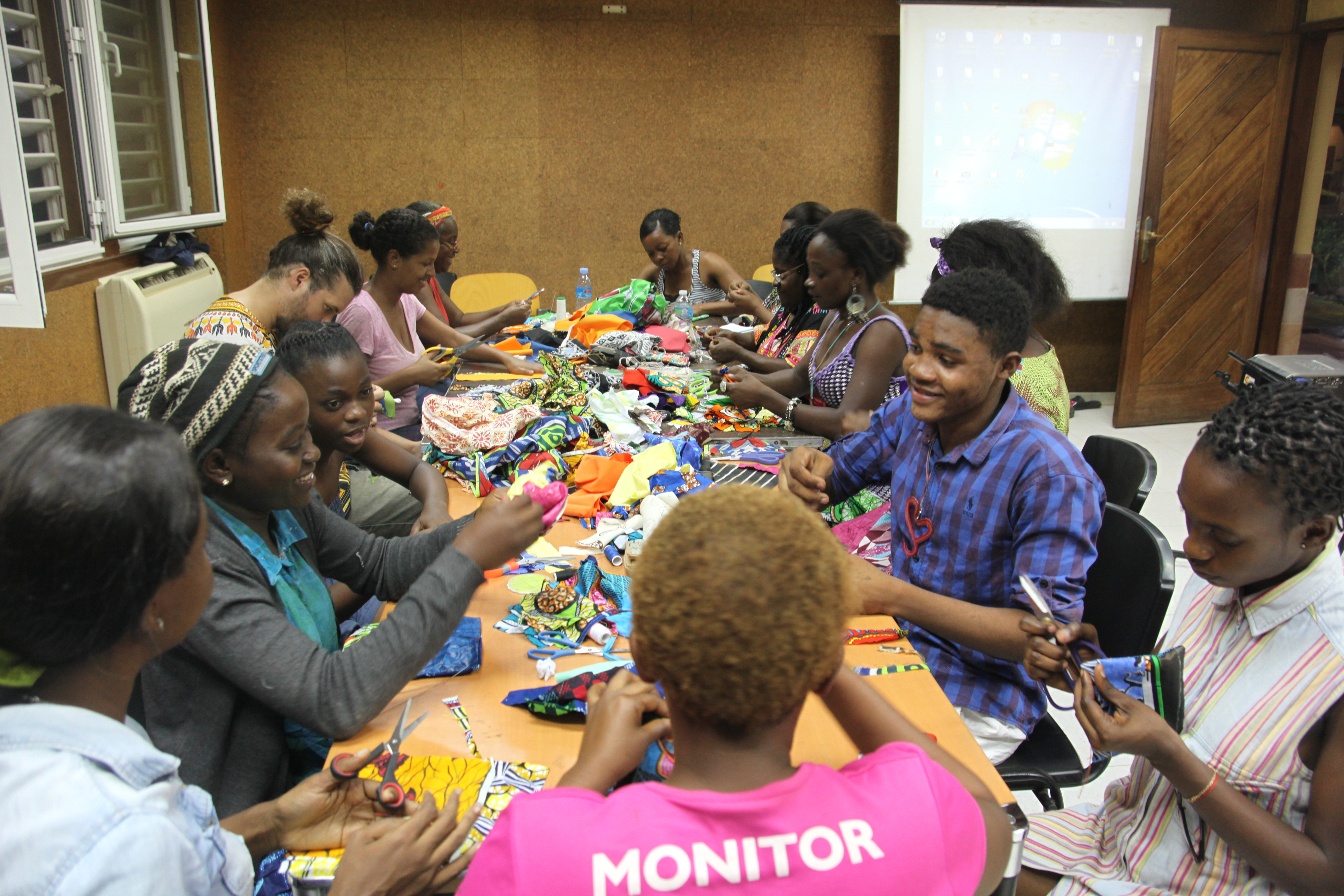
Taller de editoriales cartoneras de los centros culturales de España en Bata y Malabo. Colectivo de mujeres artesanas.

El Centro Cultural de España en Bata es junto con su homólogo de Malabo heredero del Centro Cultural Hispano-Guineano, surgido al amparo del convenio de Cooperación Cultural entre Guinea Ecuatorial y España, conforme al cual «se compromete a fomentar y otorgar facilidades a los ciudadanos de ambas partes para la creación en el territorio de la otra de Centros o Establecimientos de carácter cultural destinados a fortalecer las relaciones humanas, espirituales y culturales entre ambos pueblos», asumiendo «la organización de conferencias o ciclos de difusión y estudio de las culturas respectivas, de manifestaciones o actividades artísticas o literarias, de bibliotecas, discotecas o colecciones de material audiovisual, de viajes, de proyección de cintas cinematográficas, de representaciones teatrales, de audiciones musicales o de exhibiciones folklóricas de arte y danzas populares, de competencias deportivas, así como cualquier otra actividad de carácter y finalidad similares». Igualmente, «la cooperación podrá comprender la realización de seminarios, ciclos de conferencias, programas de formación profesional y actividades análogas».
Los años previos a la creación del Centro Cultural, la acción cultural de España recayó en una incipiente antena del Centro Cultural Hispano-Guineano que fungía como delegación del mismo en coordinación con el Consulado General de España y en las décadas previas en el aula cultural dinamizado por el Centro asociado de la UNED en Bata y sus red de centros de apoyo en el interior de la zona continental.
El proyecto original preveía su construcción en Asonga, en la finca de la cooperación española en primera línea de playa, pero finalmente fue construido en el viejo solar de las Misioneras de la Inmaculada Concepción a la par de la desaparecida subgobernación en Bata, frente al paseo marítimo, siendo Pablo Mosquera Arancibia el arquitecto encargado de la elaboración del proyecto y la dirección de obra. Fue inaugurado el 9 de julio del 2001, como dependencia orgánica del Consulado General de España en Bata, convirtiéndose con el paso del tiempo en un espacio de referencia en la región continental de Guinea Ecuatorial, y proyección a nivel nacional en las acciones conjuntas con el Centro de Malabo.
En 2015, la Secretaría General Iberoamericana (Segib) y el Ministerio de Asuntos Exteriores y de Cooperación de España firmaron un acuerdo conforme al que se comprometía “el aprovechamiento de dichas infraestructuras por parte de los Estados miembros de la Comunidad Iberoamericana de Naciones, para la realización de actividades concretas de cooperación y promoción cultural”.

## Promoción del libro
Además de contar con una Biblioteca de la Administración General del Estado, a iniciativa de Mariano Ekomo, J. Fernando Siale y Gustau Nerín alberga igualmente la única librería del país. En 2019, coincidiendo con los 40 de programas de cooperación hispano-guineanos, las bibliotecas de AECID en Madrid, Malabo y Bata generaron el portal Fondo Digital de Guinea Ecuatorial especializado en publicaciones sobre el país.

## Autoridades
Ha sido dirigido por Enrique León Chacón (de julio de 2001 a agosto de 2003) y María Ángeles Díaz Ojeda (desde 2008 a enero de 2011), así como Myriam Martínez Elcoro en dos periodos. Tras la administración de Andrés Pérez Sánchez-Morate. A inicios del 2020 asumió la dirección Nadia Valentín Pardo, hasta mediados del 2025 recayendo la dirección en Ángela Rodríguez Perea.

## Enlaces
- Wikimedia Commons alberga una categoría multimedia sobre Centro Cultural de España en Bata.